# Discaria americana
Discaria americana är en brakvedsväxtart som beskrevs av John Gillies och Hook.. Discaria americana ingår i släktet Discaria och familjen brakvedsväxter. Inga underarter finns listade i Catalogue of Life.